# كأس الرابطة المصرية
كأس رابطة الأندية المصرية المحترفة أو كأس عاصمة مصر هي بطولة كرة قدم مصرية تجمع أندية الدوري الممتاز للتنافس على بطولة كأس بنظام المجموعات وخروج المغلوب في مرحلة لاحقة، تم الإعلان عن إطلاق البطولة مجددًا بعد تأسيس رابطة الأندية المصرية عام 2021. سيشارك فيها جميع أندية الدوري الممتازإلزامياً.

## تاريخ البطولة
أقيمت مسبقًا لمدة 4 مرات أخرها عام 2000 تحت مُسمّى كأس الاتحاد المصري التنشيطية والتي فاز بها نادي القناة من محافظة الإسماعيلية، تم الإعلان عن إطلاق البطولة مجددًا بعد تأسيس رابطة الأندية المصرية عام 2021.

## نظام البطولة
تقام منافسات كأس الرابطة في النسخة الأولي بمشاركة 18 ناديا وهم أندية الدوري المصري الممتاز يتم تقسيم الأندية على ثلاث مجموعات بواقع ستة أندية في كل مجموعة ويلعب كل فريق خمس مباريات في دور المجموعات ويتأهل المتصدر مباشرة إلى نصف النهائي ويتأهل صاحب أفضل مركز ثاني في المجموعات الثلاثة إلى نصف النهائي رفقة متصدري المجموعات.
تقام منافسات كأس الرابطة في النسخة الثانية بمشاركة 18 ناديا وهم أندية الدوري المصري الممتاز يتم عمل دور تمهيدي بين 4 فرق يتأهل منها فريقين لينضموا إلى باقي ال14 فريق في الدوري المصري الممتاز ليتم عمل دور ال16 بنظام خروج المغلوب وحتى المبارة النهائية

## سجل المباريات النهائية
| النسخة | اليوم                 | البطل              | النتيجة | الوصيف              | الملعب              |
| ------ | --------------------- | ------------------ | ------- | ------------------- | ------------------- |
| 2022   | الخميس 7 يوليو 2022   | مودرن سبورت        | 1-5     | غزل المحلة          | ستاد القاهرة الدولي |
| 2023   | السبت 22 يوليو 2023   | سيراميكا كليوباترا | 1-4     | المصري              | ملعب برج العرب      |
| 2024   | الأربعاء 7 أغسطس 2024 | سيراميكا كليوباترا | 1-3     | طلائع الجيش         | ستاد الدفاع الجوي   |
| 2025   | الخميس 12 يونيو 2025  | سيراميكا كليوباترا | 0-2     | البنك الأهلي المصري | ستاد السلام         |

## انظر أيضّاً
- كأس الدوري المصري
- الدوري المصري الممتاز